# U-127
U-127 — большая океанская немецкая подводная лодка типа IX-C, времён Второй мировой войны.
Введена в строй 24 апреля 1941 года. Входила во 2-ю флотилию. Совершила 1 боевой поход, не потопила ни одного судна. Погибла 15 декабря 1941 года западнее Гибралтара от глубинных бомб, сброшенных с австралийского судна HMAS Nestor. Погиб 51 человек.

## Интересные факты
В фильме «Секретный фарватер» подводная лодка U-127 носит имя «Летучий голландец», несколько раз уходит от советских моряков, а после окончания Второй мировой войны скрывается на секретной базе в Южной Америке.